# Letingerne
Letingerne (italiensk: Letingi) var et dynasti af langobardisk konger der regerede i det 5. og 6. århundrede til år 546, med i alt syv konger. Det var det første langobardiske kongedynasti og repræsenterer fremkomsten af langobarderne fra dets uklare mytologiske oprindelse ind i historien.
Letingerne tog deres navn fra den første i dynastiet, kong Lethu – som var den første langobardiske konge der med sikkerhed ikke er mytologisk. Traditionelt havde langobarderne valgt konger ved tingforsamlinger, men da Lethus søn Hildeoc overtog tronen efter hans fars død, blev kongemagten for første gang institutionaliseret.
Tidligere havde langobarderne vandret omkring i det nordlige Europa, og måske Skandinavien, men under letingerne migrerede de sydpå langs floden Donauen og ind i Pannonien. Den sidste del af denne rejse blev udført under kongerne Tato og Wacho og falder sammen med at langobarderne blev en europæisk magtfaktor og trussel mod det Østromerske Kejserdømme på linje med ostrogoterne og frankerne.
Den sidste letinger på trone blev Waltari (d. 546), som enten døde af naturlige årsager eller blev dræbt af hans værge Audoin. Imidlertid uddøde slægten Leting ikke med dette, eftersom prinsesse Waldrada, datter af kong Wacho, var blevet gift med Garibald 1. af Bayern og født en datter: Theodelinda, som giftede sig med den senere kong Authari og derved selv blev langobardernes dronning (584). Hendes efterkommer blev til det Bayerske dynasti, som var en yngre gren af det frankiske hertugdynasti Agilolfinger.
De syv letingske konger var: 
- Lethu (5. århundrede)
- Hildeoc (midt 5. århundrede)
- Godehoc (480'erne)
- Claffo (slut 5. århundrede)
- Tato (tidlig 6. århundrede)
- Wacho (ca. 510–539)
- Waltari (539–546)